# Tomáš Husák
Tomáš Husák (* 26. května 1949 Praha) je český diplomat.

## Život
Vystudoval Technickou univerzitu v Liberci, po promoci v roce 1975 nastoupil do podniku zahraničního obchodu Pragoinvest, kde pracoval až do roku 1981. Poté do roku 1989 pracoval pro československé velvyslanectví v Barmě (v obchodním oddělení Bangkok). Poté krátce pracoval jako ředitel oddělení opět v Pragoinvestu. V letech 1990–1998 působil na několika řídicích pozicích na českých ministerstvech: nejprve jako referent (1990–1991) a později ředitel (1991–1993) odboru Asie na Ministerstvu zahraničního obchodu, poté jako vrchní ředitel sekce zahraničního obchodu Ministerstva průmyslu a obchodu (1993–1996), resp. Ministerstva zahraničních věcí (1996–1998). V tomto období byl také členem představenstva České exportní banky a pojišťovny EGAP, spolupracoval s VŠE a ČVUT, publikoval a přednášel.
V letech 1998–2002 působil jako velvyslanec ČR ve Švédsku. V letech 2002–2006 pracoval na MZV ČR, nejprve jako ředitel odboru dvoustranných ekonomických vztahů (2002–2003), poté jako vrchní ředitel sekce ekonomické a kulturní. Také působil v řídicích výborech některých vládních agentur (2004–2005 místopředseda řídicí rady CzechTrade, 2003–2006 člen Rady vlády pro udržitelný rozvoj).
V letech 2006–2011 působil jako velvyslanec a vedoucí Stálé mise ČR při Evropské úřadovně OSN v Ženevě.
V letech 2014–2019 působil jako velvyslanec ČR v Jižní Koreji.
Tomáš Husák je ženatý, má dvě děti.